# ミッドフット走法
ミッドフット走法（ミッドフットそうほう、英: midfoot strike）とは、人間の走法の着地による分類の一種である。
英語で「足の中央での着地」を意味する「ミッドフット・ストライク(midfoot strike)」に由来する。日本では単に「ミッドフット」と呼ぶことも多い。足をフラットに着地することから、フラット走法とも言う。長距離走では従来、踵からの着地（リアフット・ストライク又はヒール・ストライク：heel strike）が推奨され、日本では、競技者の間でもマラソンなどの長距離走ではヒール・ストライクを行う選手が多かった。これに対し、「ミッドフット走法」では足裏をフラットにして重心の真下に足裏全体で着地させる。ただし「足裏全体」とは足を横から見た場合であり、実際には足の外側から着地するのが自然である。
さらに、中距離走、短距離走においては、古くから競技者の間では足の前半部分で着地し（トウ・ストライク又はフォアフット・ストライク：forefoot strike）、速度が速い場合は踵を地に着けない走法が行われているが、アフリカ系選手では、長距離走においてもフォアフット・ストライクを行う選手が多い。日本ではフォアフット・ストライクのことを「フォアフット走法」または単に「フォアフット」などと呼ぶことが多い。
人間は裸足や底の薄い履物で走っていた頃は着地の衝撃を吸収するために自然とミッドフット・ストライクかフォアフット・ストライクで走っており、ヒール・ストライクをするようになったのは底の厚いランニングシューズで走るようになってからである、とする見解がある。